# Ильинский Водлозерский погост
Свято-Ильи́нский Водлозе́рский пого́ст — мужской монастырь Петрозаводской и Карельской епархии Русской православной церкви, расположенный на острове Малый Колгостров на Водлозере на территории Водлозерского национального парка. Является памятником архитектуры федерального значения, образцом культового деревянного зодчества в Карелии.

## Местонахождение
Ильинский погост находится на территории Водлозерского национального парка, на острове Малый Колгостров, ныне называемый Ильинским, в северной части озера Водлозеро. Добраться туда можно только по воде. В 4 км к востоку, на острове, находится ближайшая деревня Канзанаволок.

## История
Существует предание, что Ильинский погост вырос на месте древнего языческого святилища, где совершали жертвоприношения местные племена, обитавшие здесь до прихода новгородцев. Но более верным представляется, что погост создали в XVI в. монахи, шедшие на Соловки. Впервые сведения о нём встречаются в «Жалованной грамоте» Новгородского Митрополита Варлаама, выданной водлозерам в 1592 г.

### Церковь Ильи Пророка
Ильинский погост украшает деревянная церковь Ильи Пророка, поставленная в 1798 году на месте ветхой шатровой церкви местными плотниками на средства прихожан. Основой при строительстве служил разработанный профессиональными архитекторами и утверждённый Олонецкой консисторией проект. Духовные власти не разрешили новую церковь строить по старому образцу, приказав старую церковь разобрать, а на её месте заложить новую «в сходственность плана». По мнению архитектора А. В. Ополовникова (который впервые в 1947 году обследовал и обмерил церковь), церковь строилась в разное время. Её самой древней частью является четверик, к которому позднее были пристроены трапезная и колокольня. Колокольня первоначально завершалась шатром, стремительно взмывающим ввысь.
На рубеже XIX—XX веков памятник был обновлён, колокольня лишилась своего шатра — вместо него был поставлен приплюснутый «полукумпол» со шпилем. Колокольня была обшита тёсом. Обшивка срубов церкви и трапезной слила в единую глухую массу все элементы здания; были уничтожены крытый висячий переход, соединявший колокольню и сени, а также два крыльца. Обновлён был и интерьер: старый тябловый иконостас заменили новым — «составленным согласно правилам архитектуры». Новый иконостас, утверждённый Олонецкой строительной и дорожной комиссией, представлял собой типичное эклектическое произведение второй половины XIX века. Были обшиты досками потолки и стены церкви.

### Ограда с воротами и торговыми лавками
Другая особенность Ильинского погоста — бревенчатая ограда. Она укреплена бревенчатыми срубами и крыта двускатной кровлей. Такими оградами, придающими сооружениям сходство со старинной крепостью, были раньше окружены многие монастыри и погосты. Эта ограда послужила образцом при возведении ограды Кижского погоста.
В ограде были устроены лавки, где крестьяне и купцы торговали по праздникам и в ярмарочные дни. Вероятно, праздничная торговля была прибыльной, поскольку на соседнем острове Колгостров были оборудованы обширные складские помещения для купеческих товаров.
В 1930-е годы растерявший по лагерям священников и прихожан Ильинский Погост опустел.

## Современный монастырь
В 1991 году началось возрождение монастыря.
С 2003 года на Ильинском погосте начались богослужения. В 2004 году директор Водлозерского национального парка Олег Червяков был рукоположен в священники и стал настоятелем Ильинской церкви.
23 декабря 2006 года решением Священного Синода Русской Православной Церкви на Ильинском погосте учреждён мужской монастырь Свято-Ильинская Водлозерская пустынь. В новообразованном монастыре подвизаются игумен Киприан (Грищенко), иеромонах и иеродиакон, инок и послушники.

## Известные послушники
- послушником Ильинского погоста с 2000 по 2003 годы был отец Нил, в миру Алексей Савленков (1955—2003), в прошлом музыкант рок-группы «Тайное голосование»). Отец Нил был убит в августе 2003 года двумя послушниками, с которыми ввязался в конфликт из-за того, что те курили во время службы[1].
- 2 ноября 2015 года на Водлозере погиб иеромонах Илья.[2]

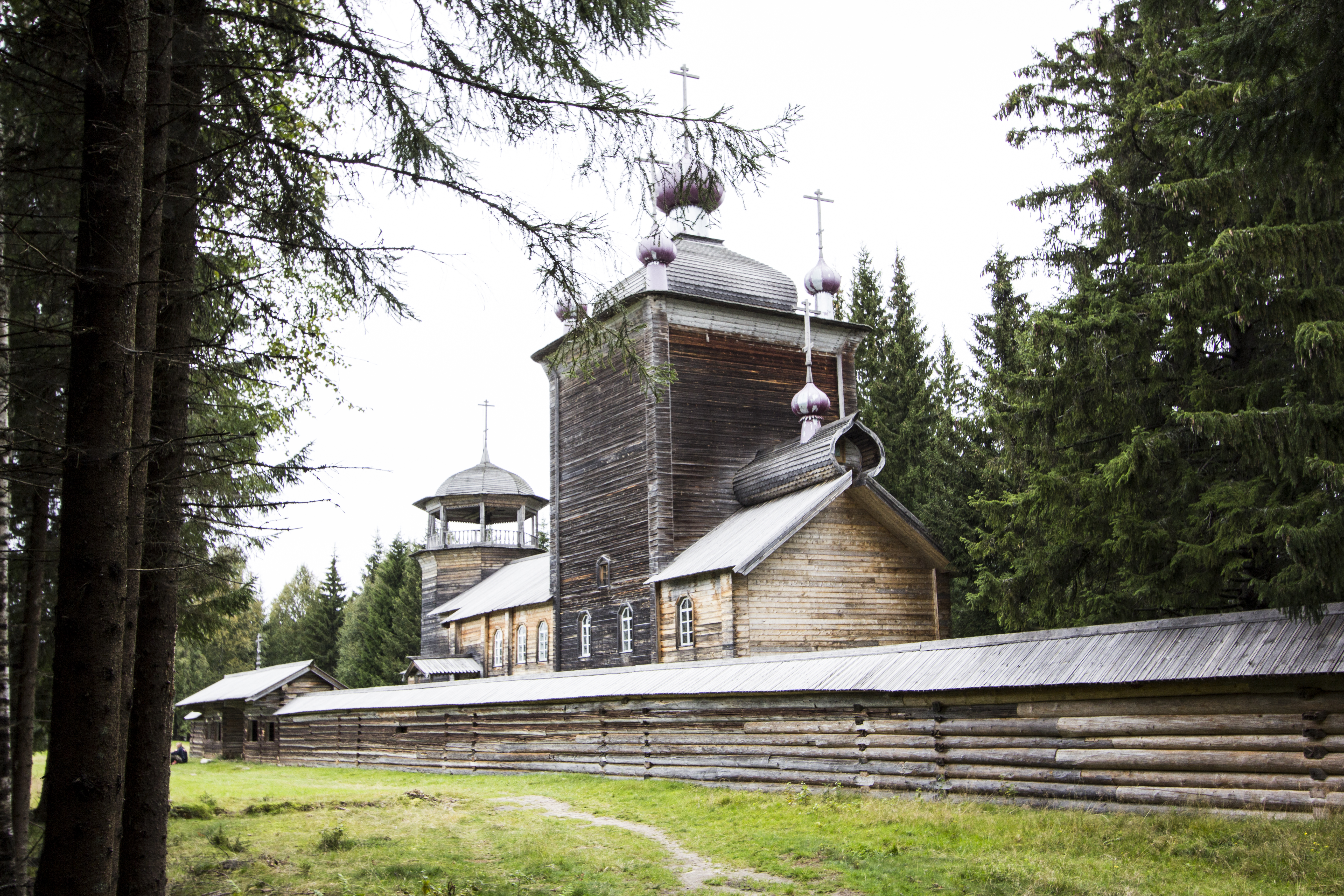
Вид с юга
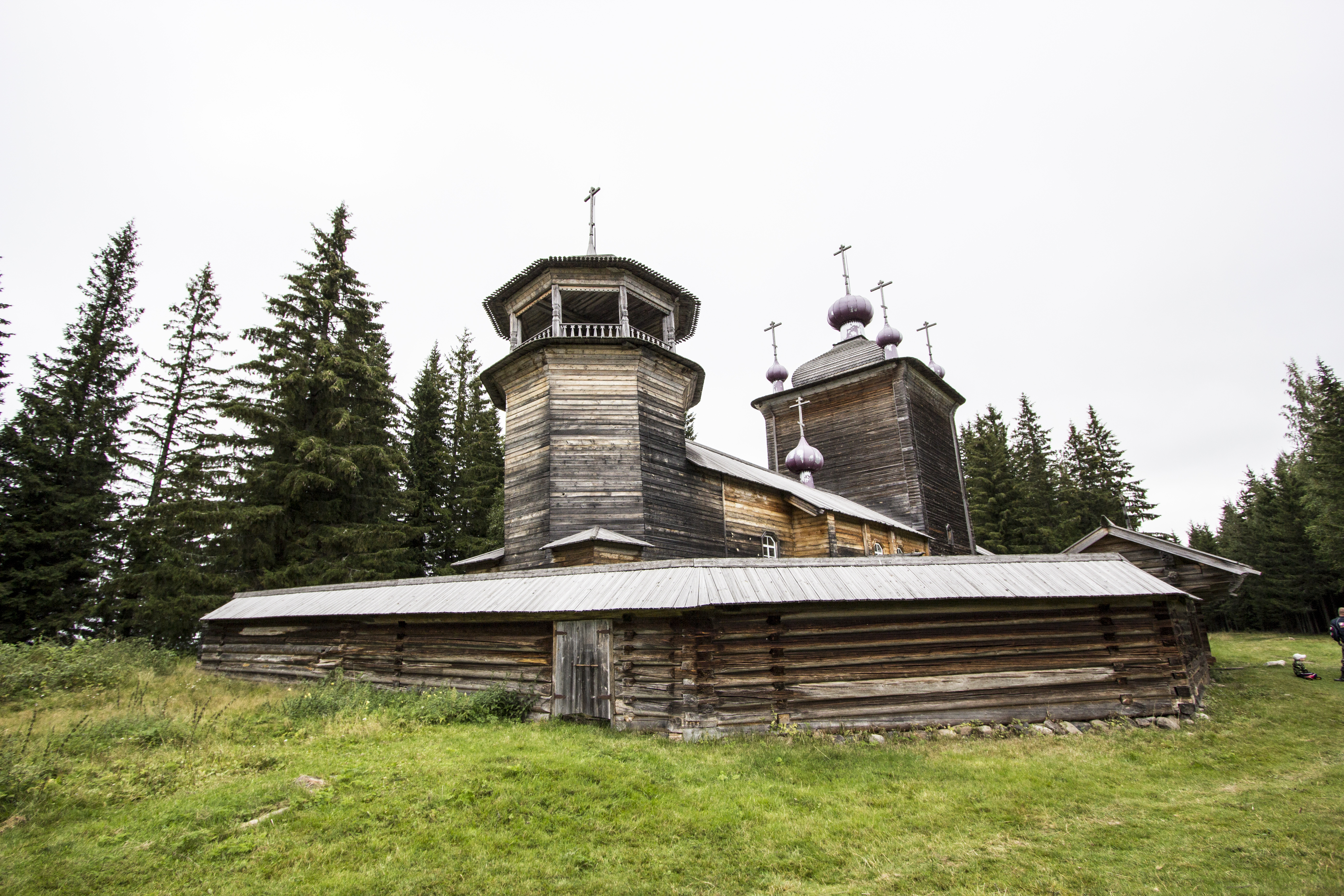
Вид с запада
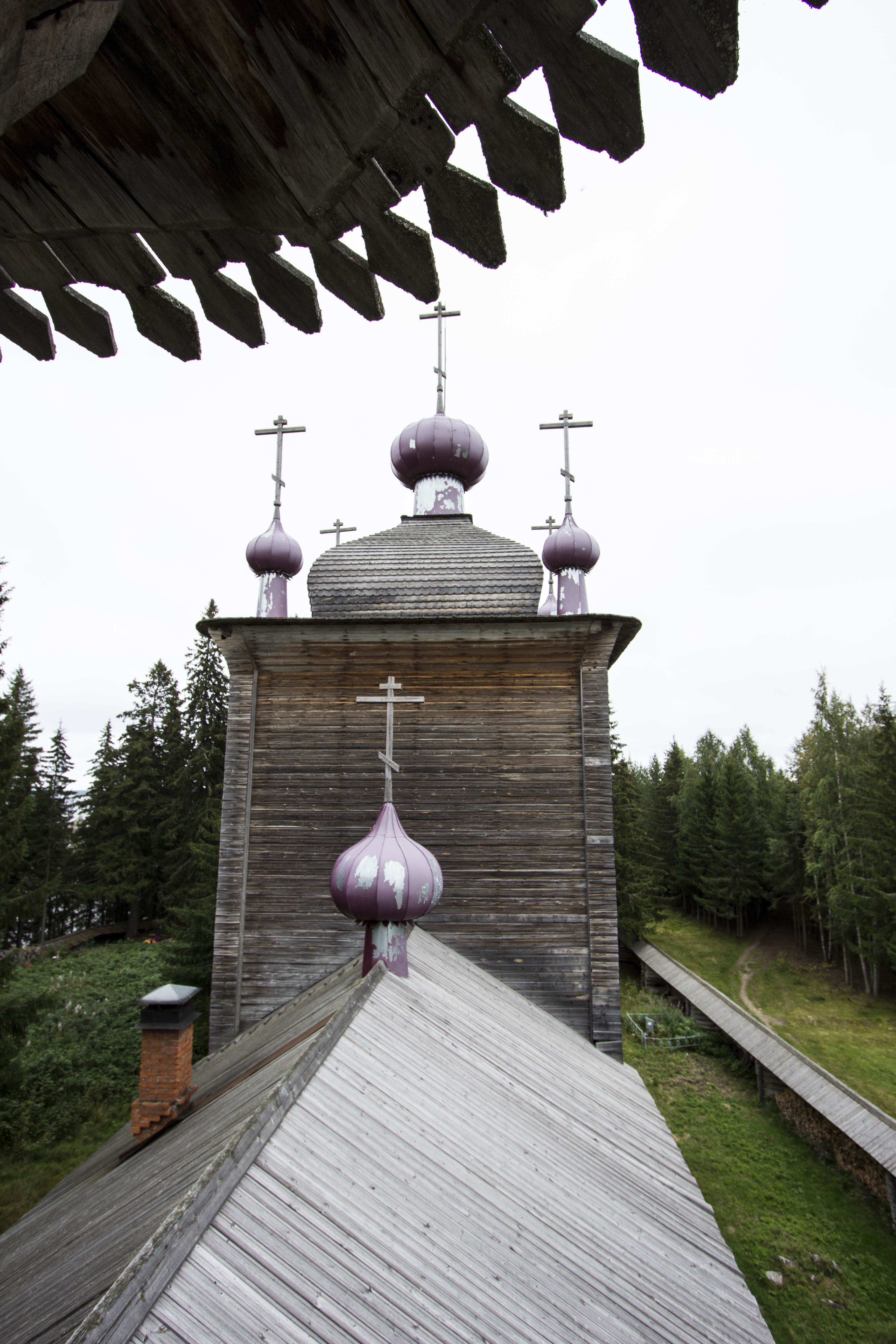
Вид с колокольни
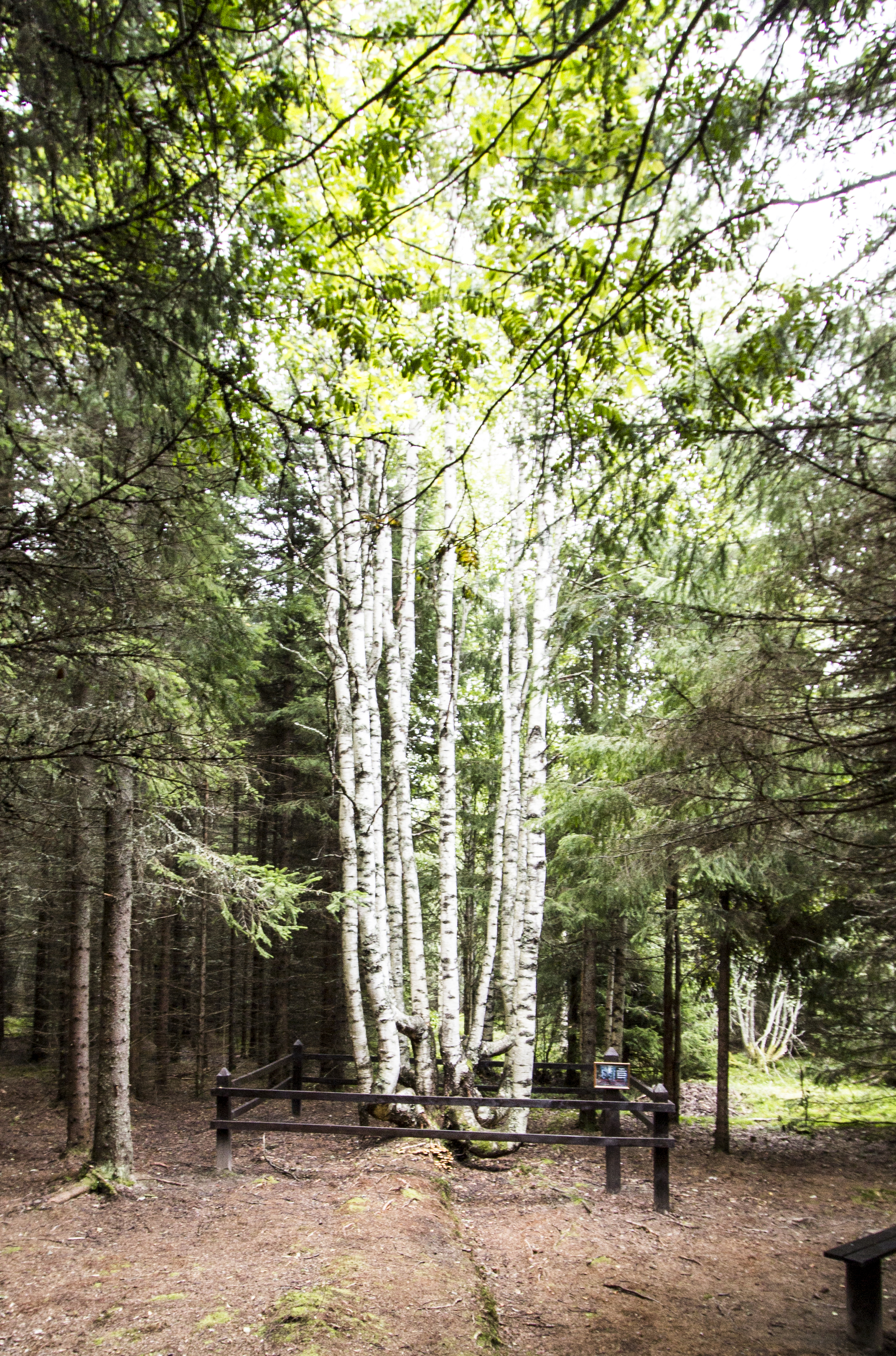
Двенадцатиствольная берёза — «Двенадцать апостолов»
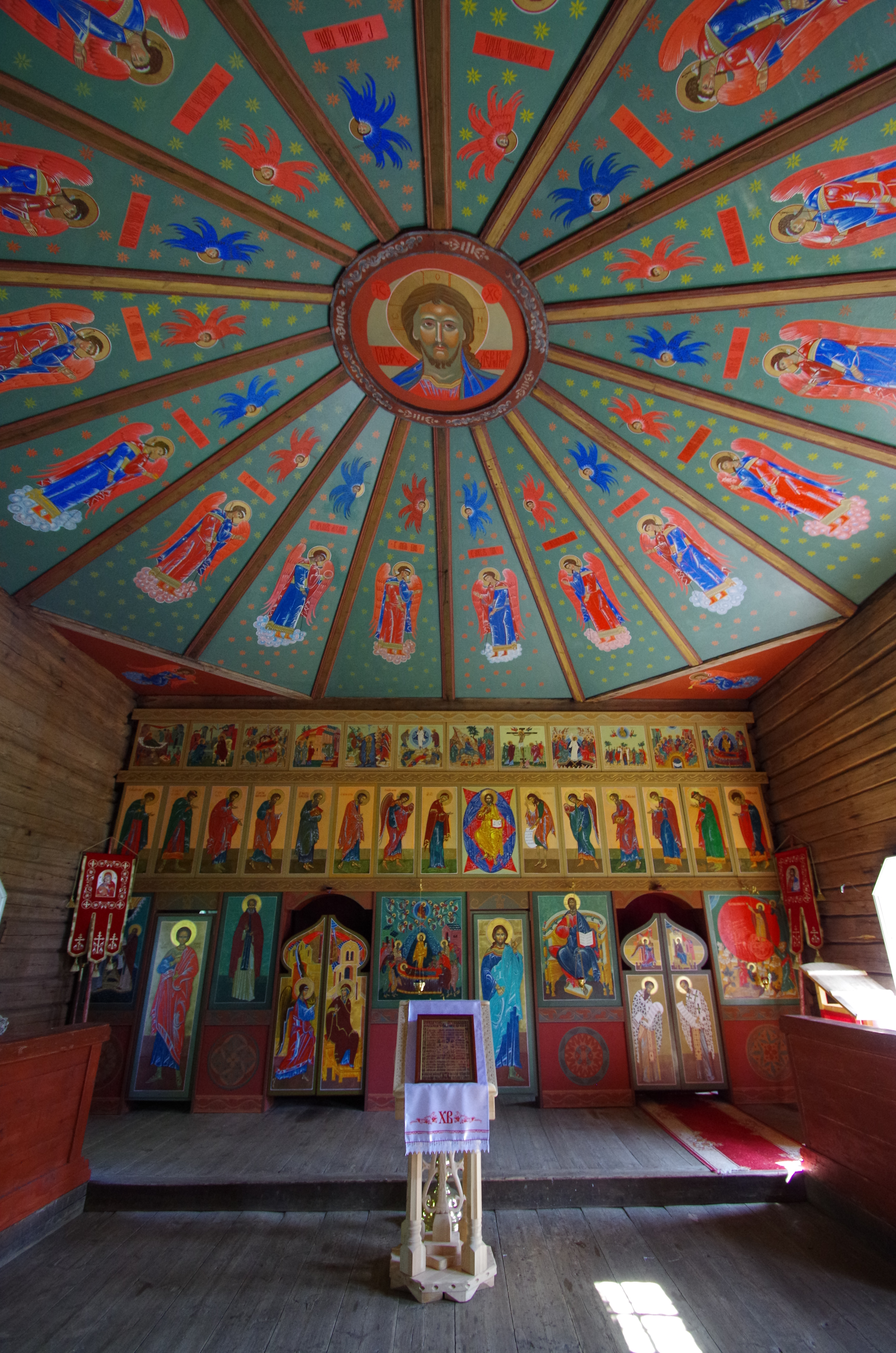
Интерьер церкви